# Su Žung
Su Žung (čínsky pchin-jinem Sū Róng, znaky zjednodušené 苏荣; * 29. října 1948) je bývalý čínský komunistický politik. Pochází z provincie Ťi-lin, roku 1970 vstoupil do Komunistické strany Číny a poté pracoval v aparátu strany v rodné provincii, přičemž postoupil z nejnižších funkcí (zástupce tajemníka stranické organizace brigády) přes pozice na místní, okresní a prefekturní úrovni až na zástupce tajemníka provinčního výboru. Roku 2001 byl z Ťi-linu přeložen do Čching-chaje, na místo tajemníka čchingchajského provinčního výboru KS Číny, v letech 2003–2006 pracoval jako tajemník kansuského provinčního výboru KS Číny a poté působil ve stejném úřadě v Ťiang-si (2007–2013), mezitím vykonával funkci výkonného zástupce ředitele ústřední stranické školy (2006–2007). Byl členem širšího vedení KS Číny jako kandidát (1992–2002) a člen (2002–2012) ústředního výboru. Roku 2013 byl zvolen místopředsedou celostátního výboru Čínského lidového politického poradního shromáždění.
Po odchodu z Ťiang-si se dostal do zorného pole vyšetřovatelů Ústřední komise pro kontrolu disciplíny Komunistické strany Číny, která roku 2014 oznámila, že je podezřelý z rozsáhlé korupce, načež byl vyloučen z Čínského lidového politického poradního shromáždění i Všečínského shromáždění lidových zástupců. Roku 2015 ho ústřední komise pro kontrolu disciplíny vyloučila ze strany a případ předala prokuratuře. Začátkem roku 2017 byl odsouzen k doživotnímu trestu vězení.

## Život
Su Žung se narodil 29. října 1948 v okresu Tchao-nan na severozápadě provincie Ťi-lin. Po střední škole od roku 1968 pracoval jako účetní v komuně Na-ťin v rodném okresu. Roku 1970 vstoupil do Komunistické strany Číny. Později povýšil na zástupce tajemníka stranické organizace brigády Sin-li v Na-ťinu. Od roku 1974 působil jako zástupce tajemníka a pak tajemník výboru KS Číny komuny Na-ťin, později vedl organizaci KS Číny v obci Lin-sia a od roku 1980 byl zástupcem tajemníka stranického výboru okresu Tchao-an, od roku 1983 tajemníkem okresního výboru KS Číny ve Fu-jü, po dvou letech se stal zástupcem tajemníka prefekturního výboru KS Číny v Paj-čchengu. Od roku 1987 pak opět povýšil, tentokrát na tajemníka pajčchengského prefekturního výboru KS Číny. Roku 1989 byl přeložen do městské prefektury Si-pching, opět na místo tajemníka prefekturního výboru KS Číny.
Roku 1992 přešel do vedení provincie Ťi-lin, do funkce generálního sekretáře a člena stálého výboru provinčního výboru KS Číny. Na XIV. sjezdu KS Číny v říjnu 1992 byl zvolen kandidátem ústředního výboru (znovuzvolen na XV. sjezdu roku 1997). Roku 1995 se na rok vrátil do regionu, a sice do korejského autonomního kraje Jen-pien, opět jako šéf stranické organizace. V letech 1996 až 2001 byl zástupcem tajemníka ťilinského provinčního výboru KS Číny. Současně se stranickými funkcemi absolvoval různé vzdělávací kurzy, naposled v letech 1994–1997 dálkově studoval ekonomii na Ťilinské univerzitě, studium ukončil ziskem magisterského titulu.
Roku 2001 odešel z rodné provincie, když byl v říjnu 2001 zvolen tajemníkem čchingchajského provinčního výboru KS Číny, od ledna 2002 do září 2003 byl také předsedou stálého výboru provinčního shromáždění lidových zástupců. Na XVI. sjezdu KS Číny v listopadu 2002 byl zvolen členem ústředního výboru (znovuzvolen na XVII. sjezdu roku 2007, členem do XVIII. sjezdu roku 2012).
Od srpna 2003 do července 2006 působil jako tajemník kansuského provinčního výboru KS Číny, i v Kan-su současně s vedením strany převzal i vedení stálého výboru provinčního lidového shromáždění (od ledna 2004 do července 2006). V letech 2006–2007 působil jako výkonný zástupce ředitele stranické školy Ústředního výboru Komunistické strany Číny, v jejímž čele tehdy stál člen stálého výboru politbyra Ceng Čching-chung. Od listopadu 2007 byl tajemníkem ťiangsijského provinčního výboru KS Číny a zase i předsedou stálého výboru provinčního shromáždění lidových zástupců provincie (od ledna 2008 do dubna 2013).
V březnu 2013 Su Žung přešel z Ťiang-si do Pekingu, když byl zvolen místopředsedou celostátního výboru Čínského lidového politického poradního shromáždění. Byl zvolen i poslancem Všečínského shromáždění lidových zástupců.
V červnu 2014 Ústřední komise pro kontrolu disciplíny Komunistické strany Číny vydala prohlášení, že Su žung je vyšetřován pro podezření ze závažných disciplinárních přečinů, v té době nejvýše postavený politik vyšetřovaný za korupci od nástupu Si Ťin-pchingova vedení roku 2012. Vzápětí byl celostátním výborem Čínského lidového politického poradního shromáždění odvolán z funkce místopředsedy výboru a vyloučen z Čínského lidového politického poradního shromáždění. V listopadu 2014 ho stálý výbor Všečínského shromáždění lidových zástupců zbavil poslaneckého mandátu. V únoru 2015 ústřední komise pro kontrolu disciplíny dokončila šetření Su Žungova případu a rozhodla o jeho vyloučení ze strany a předání případu prokuratuře. Nejvyšší lidová prokuratura roku 2016 případ předala provinční prokuratuře v Šan-tungu, která dokončila šetření a předložila žalobu provinčnímu soudu v Ťi-nanu. Soud proběhl v prosinci 2016 – lednu 2017 a Su Žunga odsoudil k doživotnímu odnětí svobody za korupci, zneužití úřední pravomoci a vlastnictví velkého množství majetku jehož původ nedokázal vysvětlit.